# Gustav Kreitner
Gustav Ritter von Kreitner (Odrau, 1847. augusztus 2. – Jokohama, 1893. november 20.) osztrák katonatiszt, geográfus, diplomata, aki térképészként vett részt a Széchenyi Béla vezette kelet- és délkelet-ázsiai expecíción (1877–80) térképészként.

## Élete, munkássága
1866-ban belépett önkéntesként a hadseregbe, majd 1872-ben a katonaiskola befejezésével tiszti vizsgát tett. A monarchia katonai földrajzi intézeténél szolgált öt évet, mint térképész, hadnagyi rangban. 1877-ben gróf Széchenyi Béla közép-ázsiai expedíciójában vett részt.
Érdemeiért megkapta az Osztrák Császári Vaskorona-rend 3. osztálya kitüntetést, és az ezzel járó nemesi címet. 1886-ban tagja lett a Leopoldinának (a Német Tudományos Akadémiának). 
1884-től yokohamai konzul, majd 1892-től főkonzul. Egy évvel később éri a halál állomáshelyén.

## Művei
- Im fernen Osten : Reisen des Grafen Bela Széchenyí in Indien, Japan, China, Tibet und Birma in den Jahren 1877-1880; Hölder, Wien, 1881

## Magyarul
- Kreitner Gusztáv: Gróf Széchenyi Béla keleti utazása India, Japán, China, Tibet és Birma országokban; Révai, Bp., 1882

## Fordítás
- Ez a szócikk részben vagy egészben  a   Gustav Kreitner című német Wikipédia-szócikk ezen változatának fordításán alapul.  Az eredeti cikk szerkesztőit annak laptörténete sorolja fel. Ez a jelzés csupán a megfogalmazás eredetét és a szerzői jogokat jelzi, nem szolgál a cikkben szereplő információk forrásmegjelöléseként.